# ریکی کیتاواکی
ریکی کیتاواکی (انگلیسی: Riki Kitawaki؛ زادهٔ ۲۲ نوامبر ۱۹۸۵) بازیکن فوتبال اهل ژاپن است.
از باشگاه‌هایی که در آن بازی کرده‌است می‌توان به باشگاه فوتبال جوبیلو ایواتا و باشگاه فوتبال توکیو وردی اشاره کرد.